# Gröna Liberaler
Gröna Liberaler är ett rikstäckande nätverk inom partiet Liberalerna. Nätverket fokuserar på klimat-, miljö-, natur- och hållbarhetsfrågor. 
Seminarier/mötesplatser anordnas minst två gånger per år, vid ett tillfälle i Stockholm eller dess närhet (”riksmöte”) och ett ute i landet. Tanken är att seminarierna ska bjuda på det allra senaste eller det som för tillfället är mest diskuterat inom natur- och miljöpolitiken. Lokala nätverk finns på flera håll i landet, och i alla län finns kontaktpersoner.
Ordförande för Gröna Liberaler är sedan februari 2012 Karin Karlsbro.